# Europees kampioenschap zeilwagenrijden 2002
Het Europees kampioenschap zeilwagenrijden 2002 was een door de Internationale Vereniging voor Zeilwagensport (FISLY) georganiseerd kampioenschap voor zeilwagenracers. De 40e editie van het Europees kampioenschap vond plaats in het Britse Lytham St Annes. De wedstrijd werd echter gecanceld. 
1963 ·
1964 ·
1965 ·
1966 ·
1967 ·
1968 ·
1969 ·
1970 ·
1971 ·
1972 ·
1973 ·
1974 ·
1975 ·
1976 ·
1977 ·
1978 ·
1979 ·
1980 ·
1981 ·
1982 ·
1983 ·
1984 ·
1985 ·
1986 ·
1987 ·
1988 ·
1989 ·
1990 ·
1991 ·
1992 ·
1993 ·
1994 ·
1995 ·
1996 ·
1997 ·
1998 ·
1999 ·
2000 ·
2001 ·
2002 ·
2003 ·
2004 ·
2005 ·
2006 ·
2007 ·
2009 ·
2010 ·
2011 ·
2013 ·
2015 ·
2016 ·
2017 ·
2019 ·
2020 ·